# Valle d’Itria

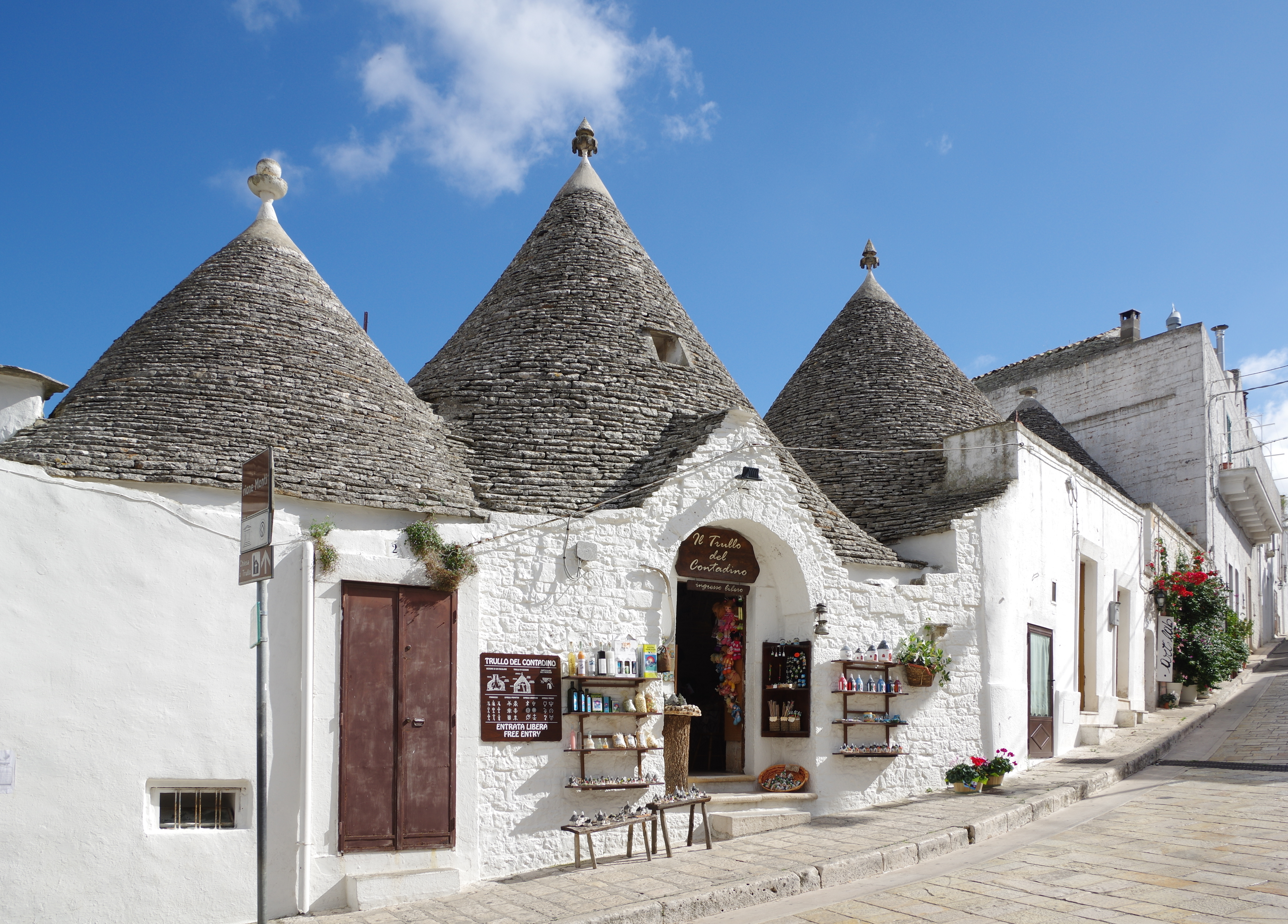
Trulli in Alberobello (2016)

Das Valle d’Itria ist eine in der Mitte Apuliens gelegene Landschaft, die sich unter der Metropolitanstadt Bari sowie den Provinzen Brindisi und Tarent aufteilt. Sie fällt mit dem südlichen Teil der Kalkhochebene Murge zusammen und erstreckt sich im Wesentlichen über die Gemeinden Locorotondo, Cisternino und Martina Franca sowie in kleinen Teilen über die Ortschaften Alberobello, Ostuni und Ceglie Messapica. Bekannt ist das Valle d’Itria als „Tal der Trulli“, das heißt den traditionellen Rundhäusern. Die Flora ist durch Olivenhaine sowie Weinberge geprägt, aus denen die Weißweine Locorotondo DOC und der Martina Franca DOC gewonnen werden. Das Festival della Valle d’Itria in Martina Franca ist nach der Landschaft benannt.